# WebOS
webOS,  cunoscut și ca LG webOS si mai demult Open webOS, HP webOS și Palm webOS, este un sistem de operare al companiei americane Palm, preluată în 2010 de Hewlett-Packard (HP), iar in prezent de LG Electronics, este un sistem de operare construit pentru telefoane mobile (celulare) inteligente de tip smartphone. Se bazează pe sistemul de operare Linux, dar conține și multe componente care sunt în proprietatea companiei Palm.
Primul smartphone cu webOS a fost prezentat publicului larg la 8 ianuarie 2009 în Las Vegas, SUA, la târgul industrial „Consumer Electronics Show”. Celularul Palm Pre, bazat tot pe webOS, a fost pus pe piață în SUA la 6 iunie 2009. Cu ajutorul lui webOS se realizează o integrare puternică a rețelelor sociale actuale din Internet (care fac parte din fenomenul Web 2.0).